# دارآباد (رود)
رودخانهٔ دارآباد شرقی‌ترین رودی است که از رشته کوه توچال وارد تهران می‌شود.

## مسیر
این رود در شمال شرقی شهر تهران از یال رشته کوه توچال و قلل پیازچال سرچشمه گرفته و به سوی شرق مانند لزون، سیاهبند، چپدره، و دارآباد و درهای شمال غربی-جنوب شرقی در شرق قلهٔ پیازچال حرکت کرده، و به آبهای درازلش و چشمه‌های سیردورو پیوسته و از درهٔ فراخسینه وارد روستای دارآباد می‌شود. این رود پس از آبیاری باغهای دارآباد، لارک، ازگل، و چند کشتزار که در گذشته بسیار بوده‌اند وارد رودخانه و مسیلی بسیار پهناور می‌شود و پس از عبور از زیر پل پهناور، بزرگراه بابایی و لویزان حسین‌آباد مبارک‌آباد شمس‌آباد و گذر از زیر بزرگراه رسالت. به مسیل باختر می‌ریزد.

## وجه تسمیه
اطراف این رودخانه به دلیل وجود رطوبت زیاد در گذشته مکانی پر از درختهای طبیعی بودهاست. دار واژهای پهلوی به معنای درخت، چوب، الوار، تیر بام، و … بودهاست و هنوز هم در برخی از مناطق فارسیزبان و حتی برخی زبانهای غیر فارسی مانند عربی از این واژه استفاده می‌شود، زیرا اصل این واژه هندواروپایی بوده و با کلماتی مانند Tree در انگلیسی هم ریشه است. اصطلاح «دار و درخت» هم از همین‌جا برداشت شدهاست. دارآباد به معنای مکانی پر از درخت است.